# Cassia stowardii
Cassia stowardii är en ärtväxtart som beskrevs av Spencer Le Marchant Moore. Cassia stowardii ingår i släktet Cassia och familjen ärtväxter. Inga underarter finns listade i Catalogue of Life.